# Kuchibiru ni Be My Baby
„Kuchibiru ni Be My Baby” (jap. 唇にBe My Baby) – czterdziesty drugi singel japońskiego zespołu AKB48, wydany w Japonii 9 grudnia 2015 roku przez You! Be Cool.
Singel został wydany w dziewięciu edycjach: czterech regularnych i czterech limitowanych (Type A, Type B, Type C, Type D) oraz „teatralnej” (CD). Osiągnął 1 pozycję w rankingu Oricon i pozostał na liście przez 72 tygodnie, sprzedał się w nakładzie 1 093 559 egzemplarzy. Singel zdobył status płyty Milion.

## Lista utworów
Wszystkie utwory zostały napisane przez Yasushiego Akimoto.

### Type A
| CD | CD                                                                     | CD                            | CD              | CD      |
| Nr | Tytuł utworu                                                           | Kompozycja                    | Aranżacja       | Długość |
| -- | ---------------------------------------------------------------------- | ----------------------------- | --------------- | ------- |
| 1. | „Kuchibiru ni Be My Baby” (jap. 唇にBe My Baby)                        | Kōchi Yoshifumi               | Hiroshi Sasaki  | 4:42    |
| 2. | „365 nichi no kamihikōki” (jap. 365日の紙飛行機)                       | Toshikazu Kadono, Hiroki Aoba | Teppei Shimizu  | 4:42    |
| 3. | „Kimi o kimi o kimi o...” (jap. 君を君を君を…) (wyk. Jisedai Senbatsu) | Yoshimasa Inoue               | Yoshimasa Inoue | 4:21    |
| 4. | „Yasashii place” (jap. やさしい place) (wyk. Team A)                   | Hiroshi Sasaki                | Hiroshi Sasaki  | 4:28    |
| 5. | „Kuchibiru ni Be My Baby” (jap. 唇にBe My Baby) (off vocal ver.)       | Kōchi Yoshifumi               | Hiroshi Sasaki  | 4:42    |
| 6. | „365 nichi no kamihikōki” (jap. 365日の紙飛行機) (off vocal ver.)      | Toshikazu Kadono, Hiroki Aoba | Teppei Shimizu  | 4:42    |
| 7. | „Kimi o kimi o kimi o...” (jap. 君を君を君を…) (off vocal ver.)        | Yoshimasa Inoue               | Yoshimasa Inoue | 4:21    |
| 8. | „Yasashii place” (jap. やさしい place) (off vocal ver.)                | Hiroshi Sasaki                | Hiroshi Sasaki  | 4:28    |

| DVD | DVD                                                            | DVD     |
| Nr  | Tytuł utworu                                                   | Długość |
| --- | -------------------------------------------------------------- | ------- |
| 1.  | „Kuchibiru ni Be My Baby” (jap. 唇にBe My Baby) (Music Video)  | 13:06   |
| 2.  | „365 nichi no kamihikōki” (jap. 365日の紙飛行機) (Music Video) | 5:06    |
| 3.  | „Kimi o kimi o kimi o...” (jap. 君を君を君を…) (Music Video)   | 5:01    |
| 4.  | „Yasashii place” (jap. やさしい place) (Music Video)           | 4:28    |
| 5.  | „WORDS ～minami takahashi speaks words of wisdom～”            |         |

### Type B
| CD | CD                                                                           | CD                            | CD              | CD      |
| Nr | Tytuł utworu                                                                 | Kompozycja                    | Aranżacja       | Długość |
| -- | ---------------------------------------------------------------------------- | ----------------------------- | --------------- | ------- |
| 1. | „Kuchibiru ni Be My Baby” (jap. 唇にBe My Baby)                              | Kōchi Yoshifumi               | Hiroshi Sasaki  | 4:42    |
| 2. | „365 nichi no kamihikōki” (jap. 365日の紙飛行機)                             | Toshikazu Kadono, Hiroki Aoba | Teppei Shimizu  | 4:42    |
| 3. | „Madonna no sentaku” (jap. マドンナの選択) (wyk. Renacchi Sōsenkyo Senbatsu) | Amber                         | Makoto Wakatabe | 4:32    |
| 4. | „Onēsan no hitorigoto” (jap. お姉さんの独り言) (wyk. Team K)                 | you-me                        | Araken          | 5:35    |
| 5. | „Kuchibiru ni Be My Baby” (jap. 唇にBe My Baby) (off vocal ver.)             | Kōchi Yoshifumi               | Hiroshi Sasaki  | 4:42    |
| 6. | „365 nichi no kamihikōki” (jap. 365日の紙飛行機) (off vocal ver.)            | Toshikazu Kadono, Hiroki Aoba | Teppei Shimizu  | 4:42    |
| 7. | „Madonna no sentaku” (jap. マドンナの選択) (off vocal ver.)                  | Amber                         | Makoto Wakatabe | 4:32    |
| 8. | „Onēsan no hitorigoto” (jap. お姉さんの独り言) (off vocal ver.)              | you-me                        | Araken          | 5:35    |

| DVD | DVD | DVD     |
| Nr  | Tytuł utworu | Długość |
| --- | --- | ------- |
| 1.  | „Kuchibiru ni Be My Baby” (jap. 唇にBe My Baby) (Music Video)                                                                    | 13:06   |
| 2.  | „365 nichi no kamihikōki” (jap. 365日の紙飛行機) (Music Video)                                                                   | 5:06    |
| 3.  | „Madonna no sentaku” (jap. マドンナの選択) (Music Video)                                                                         | 5:03    |
| 4.  | „Onēsan no hitorigoto” (jap. お姉さんの独り言) (Music Video)                                                                     | 5:36    |
| 5.  | „PARTY no sono saki e ~Takahashi Minami sotsugyō chokuzen Interview~” (jap. PARTYのその先へ ～高橋みなみ 卒業直前インタビュー～) |         |

### Type C
| CD | CD                                                                       | CD                            | CD                   | CD      |
| Nr | Tytuł utworu                                                             | Kompozycja                    | Aranżacja            | Długość |
| -- | ------------------------------------------------------------------------ | ----------------------------- | -------------------- | ------- |
| 1. | „Kuchibiru ni Be My Baby” (jap. 唇にBe My Baby)                          | Kōchi Yoshifumi               | Hiroshi Sasaki       | 4:42    |
| 2. | „365 nichi no kamihikōki” (jap. 365日の紙飛行機)                         | Toshikazu Kadono, Hiroki Aoba | Teppei Shimizu       | 4:42    |
| 3. | „Amanojaku batta” (jap. あまのじゃくバッタ) (wyk. Team 8)                | Tatsu Nagai                   | Tatsu Nagai          | 3:54    |
| 4. | „Kin no hane o motsu hito yo” (jap. 金の羽根を持つ人よ) (wyk. Team B)    | Akira Awazu                   | Yūichi "Masa" Nonaka | 3:57    |
| 5. | „Kuchibiru ni Be My Baby” (jap. 唇にBe My Baby) (off vocal ver.)         | Kōchi Yoshifumi               | Hiroshi Sasaki       | 4:42    |
| 6. | „365 nichi no kamihikōki” (jap. 365日の紙飛行機) (off vocal ver.)        | Toshikazu Kadono, Hiroki Aoba | Teppei Shimizu       | 4:42    |
| 7. | „Amanojaku batta” (jap. あまのじゃくバッタ) (off vocal ver.)             | Tatsu Nagai                   | Tatsu Nagai          | 3:54    |
| 8. | „Kin no hane o motsu hito yo” (jap. 金の羽根を持つ人よ) (off vocal ver.) | Akira Awazu                   | Yūichi "Masa" Nonaka | 3:57    |

| DVD | DVD | DVD     |
| Nr  | Tytuł utworu | Długość |
| --- | --- | ------- |
| 1.  | „Kuchibiru ni Be My Baby” (jap. 唇にBe My Baby) (Music Video)                                                                          | 13:06   |
| 2.  | „365 nichi no kamihikōki” (jap. 365日の紙飛行機) (Music Video)                                                                         | 5:06    |
| 3.  | „Amanojaku batta” (jap. あまのじゃくバッタ) (Music Video)                                                                              | 4:30    |
| 4.  | „Kin no hane o motsu hito yo” (jap. 金の羽根を持つ人よ) (Music Video)                                                                  | 5:05    |
| 5.  | „Teramina ~812 Terabyte kara gensen-shita Takahashi Minami kessaku-shū~” (jap. テラみな 〜812テラバイトから厳選した高橋みなみ傑作集〜) |         |

### Type D
| CD | CD                                                                      | CD                            | CD                   | CD      |
| Nr | Tytuł utworu                                                            | Kompozycja                    | Aranżacja            | Długość |
| -- | ----------------------------------------------------------------------- | ----------------------------- | -------------------- | ------- |
| 1. | „Kuchibiru ni Be My Baby” (jap. 唇にBe My Baby)                         | Kōchi Yoshifumi               | Hiroshi Sasaki       | 4:42    |
| 2. | „365 nichi no kamihikōki” (jap. 365日の紙飛行機)                        | Toshikazu Kadono, Hiroki Aoba | Teppei Shimizu       | 4:42    |
| 3. | „Senaka kotoba” (jap. 背中言葉)                                         | Yoshiharu Mikkaichi           | Yūichi "Masa" Nonaka | 4:53    |
| 4. | „Nanka, chotto, kyū ni” (jap. なんか、ちょっと、急に…) (wyk. Team 4)    | Mio Okada                     | Hiroshi Sasaki       | 4:44    |
| 5. | „Kuchibiru ni Be My Baby” (jap. 唇にBe My Baby) (off vocal ver.)        | Kōchi Yoshifumi               | Hiroshi Sasaki       | 4:42    |
| 6. | „365 nichi no kamihikōki” (jap. 365日の紙飛行機) (off vocal ver.)       | Toshikazu Kadono, Hiroki Aoba | Teppei Shimizu       | 4:42    |
| 7. | „Senaka kotoba” (jap. 背中言葉) (off vocal ver.)                        | Yoshiharu Mikkaichi           | Yūichi "Masa" Nonaka | 4:53    |
| 8. | „Nanka, chotto, kyū ni” (jap. なんか、ちょっと、急に…) (off vocal ver.) | Mio Okada                     | Hiroshi Sasaki       | 4:44    |

| DVD | DVD | DVD     |
| Nr  | Tytuł utworu | Długość |
| --- | --- | ------- |
| 1.  | „Kuchibiru ni Be My Baby” (jap. 唇にBe My Baby) (Music Video)                                                                                               | 13:06   |
| 2.  | „365 nichi no kamihikōki” (jap. 365日の紙飛行機) (Music Video)                                                                                              | 5:06    |
| 3.  | „Senaka kotoba” (jap. 背中言葉) (Music Video) | 6:42    |
| 4.  | „Nanka, chotto, kyū ni” (jap. なんか、ちょっと、急に…) (Music Video)                                                                                        | 5:01    |
| 5.  | „Tabidatsu kimi e ~Takahashi Minami e no AKB48 Group Member oiwai Comment-shū~” (jap. 旅立つ君へ。 ～高橋みなみへのAKB48グループメンバーお祝いコメント集～) |         |

### Wer. teatralna
| CD | CD                                                                        | CD                            | CD                   | CD      |
| Nr | Tytuł utworu                                                              | Kompozycja                    | Aranżacja            | Długość |
| -- | ------------------------------------------------------------------------- | ----------------------------- | -------------------- | ------- |
| 1. | „Kuchibiru ni Be My Baby” (jap. 唇にBe My Baby)                           | Kōchi Yoshifumi               | Hiroshi Sasaki       | 4:42    |
| 2. | „365 nichi no kamihikōki” (jap. 365日の紙飛行機)                          | Toshikazu Kadono, Hiroki Aoba | Teppei Shimizu       | 4:42    |
| 3. | „Sakki made wa Ice Tea” (jap. さっきまではアイスティー) (wyk. Mushi Kago) | Shinichi Sakurai              | Yūichi "Masa" Nonaka | 3:58    |
| 4. | „Kuchibiru ni Be My Baby” (jap. 唇にBe My Baby) (off vocal ver.)          | Kōchi Yoshifumi               | Hiroshi Sasaki       | 4:42    |
| 5. | „365 nichi no kamihikōki” (jap. 365日の紙飛行機) (off vocal ver.)         | Toshikazu Kadono, Hiroki Aoba | Teppei Shimizu       | 4:42    |
| 6. | „Sakki made wa Ice Tea” (jap. さっきまではアイスティー) (off vocal ver.)  | Shinichi Sakurai              | Yūichi "Masa" Nonaka | 3:58    |

## Skład zespołu
| „Kuchibiru ni Be My Baby” |
| --- |
| - AKB48 Team A: Minami Takahashi (środek), Anna Iriyama, Haruna Kojima, Haruka Shimazaki, Yui Yokoyama - AKB48 Team K: Minami Minegishi - AKB48 Team B: Rena Katō, Yuria Kizaki, Mayu Watanabe - AKB48 Team B / NGT48: Yuki Kashiwagi - SKE48 Team S / AKB48 Team K: Jurina Matsui - NMB48 Team N / AKB48 Team K: Sayaka Yamamoto - HKT48 Team H: Rino Sashihara - HKT48 Team KIV / AKB48 Team A: Sakura Miyawaki - NGT48: Rie Kitahara - SNH48 Team SII / SKE48 Team S: Sae Miyazawa |

| „365 nichi no kamihikōki” |
| --- |
| - AKB48 Team A: Anna Iriyama, Haruna Kojima, Haruka Shimazaki, Minami Takahashi, Yui Yokoyama - AKB48 Team B: Rena Katō, Yuria Kizaki, Mayu Watanabe - AKB48 Team B / NGT48: Yuki Kashiwagi - SKE48 Team S / AKB48 Team K: Jurina Matsui - NMB48 Team N / AKB48 Team K: Sayaka Yamamoto (środek) - NMB48 Team BII / AKB48 Team B: Miyuki Watanabe - HKT48 Team H:Rino Sashihara - HKT48 Team H / AKB48 Team K: Haruka Kodama - HKT48 Team KIV: Sakura Miyawaki - NGT48: Rie Kitahara |

| „Kimi o kimi o kimi o...” |
| --- |
| - AKB48 Team A: Nana Owada, Megu Taniguchi - AKB48 Team K: Yūka Tano, Mion Mukaichi, Tomu Mutō - AKB48 Team B: Ryōka Ōshima - AKB48 Team 4: Nana Okada, Saya Kawamoto, Mako Kojima, Haruka Komiyama, Juri Takahashi, Miki Nishino, Yuiri Murayama - AKB48 Team 8 / AKB48 Team B: Nagisa Sakaguchi - NMB48 Team BII / AKB48 Team B: Miyuki Watanabe - HKT48 Team H / AKB48 Team K: Haruka Kodama (środek) |

| „Yasashii place” |
| --- |
| - AKB48 Team A: Anna Iriyama, Karen Iwata, Shizuka Ōya, Nana Owada, Mayu Ogasawara, Natsuki Kojima, Haruna Kojima, Yukari Sasaki, Haruka Shimazaki, Minami Takahashi, Kayoko Takita, Megu Taniguchi, Chiyori Nakanishi, Mariko Nakamura, Rena Nishiyama, Rina Hirata, Ami Maeda, Miho Miyazaki, Yui Yokoyama - AKB48 Team 8 / AKB48 Team A: Nanami Yamada - NMB48 Team M / AKB48 Team A: Miru Shiroma - HKT48 Team KIV / AKB48 Team A: Sakura Miyawaki (środek) |

| „Madonna no sentaku” |
| --- |
| - AKB48 Team A: Anna Iriyama, Haruka Shimazaki, Ami Maeda - AKB48 Team K: Yūka Tano, Mion Mukaichi, Shinobu Mogi - AKB48 Team B: Ryōka Ōshima, Rena Katō - AKB48 Team 8: Nanami Satō - SKE48 Team E: Sumire Satō - NMB48 Team N / AKB48 Team K: Sayaka Yamamoto - NMB48 Team M / AKB48 Team A: Miru Shiroma - HKT48 Team H: Yui Kojina, Natsumi Tanaka (środek), Natsumi Matsuoka - HKT48 Team KIV: Anna Murashige |

| „Onēsan no hitorigoto” |
| --- |
| - AKB48 Team K: Moe Aigasa, Maria Abe, Haruka Ishida, Manami Ichikawa, Ayana Shinozaki, Haruka Shimada, Hinana Shimoguchi, Aki Takajō, Yūka Tano, Mariya Nagao, Chisato Nakata, Nana Fujita, Minami Minegishi, Mion Mukaichi (środek), Tomu Mutō, Shinobu Mogi, Ami Yumoto - AKB48 Team 8 / AKB48 Team K: Ikumi Nakano - SKE48 Team S / AKB48 Team K: Jurina Matsui - NMB48 Team N / AKB48 Team K: Sayaka Yamamoto - HKT48 Team H / AKB48 Team K: Haruka Kodama - SNH48 Team SII / AKB48 Team K: Mariya Suzuki |

| „Amanojaku batta” |
| --- |
| - AKB48 Team 8: Yui Yokoyama, Hijiri Tanikawa, Nanami Satō, Tsumugi Hayasaka, Akari Satō, Kasumi Mōgi, Rin Okabe, Hitomi Honda, Maria Shimizu, Ayane Takahashi, Nanase Yoshikawa, Yui Oguri, Erina Oda, Shiori Satō, Ayaka Hidaritomo, Natsuki Fujimura, Yuri Yokomichi, Yūna Hattori, Ai Yamamoto, Haruna Hashimoto, Reina Kita, Kurena Chō, Moeri Kondō, Serika Nagano, Nao Ōta, Ruka Yamamoto, Momoka Ōnishi, Sayuna Hama, Mei Abe, Kotone Hitomi, Yuri Tani, Miu Shitao, Riona Hamamatsu, Yurina Gyōten, Kaoru Takaoka, Natsuki Hirose, Karen Yoshida, Rena Fukuchi, Moeka Iwasaki, Narumi Kuranoo, Miyu Yoshino, Moka Yaguchi, Karin Shimoaoki, Rira Miyazato - AKB48 Team 8 / AKB48 Team A: Nanami Yamada - AKB48 Team 8 / AKB48 Team K: Ikumi Nakano (środek) - AKB48 Team 8 / AKB48 Team B: Nagisa Sakaguchi |

| „Kin no hane o motsu hito yo” |
| --- |
| - AKB48 Team B: Misaki Iwasa, Natsuki Uchiyama, Ayano Umeta, Ryōka Ōshima, Rena Katō (środek), Yuria Kizaki (środek), Kana Kobayashi, Moe Gotō, Miyu Takeuchi, Makiho Tatsuya, Miku Tanabe, Seina Fukuoka, Aeri Yokoshima, Mayu Watanabe - AKB48 Team 8 / AKB48 Team B: Nagisa Sakaguchi - NMB48 Team BII / AKB48 Team B: Miyuki Watanabe - HKT48 Team H / AKB48 Team B: Nako Yabuki - AKB48 Team B / NGT48: Yuki Kashiwagi |

| „Senaka kotoba” |
| --- |
| Piosenka na ukończenie członkostwa Yūko Ōshimy w zespole. - AKB48 Team A: Minami Takahashi (środek), Anna Iriyama, Nana Owada, Haruna Kojima, Haruka Shimazaki, Yui Yokoyama - AKB48 Team K: Minami Minegishi, Mion Mukaichi - AKB48 Team B: Rena Katō, Yuria Kizaki, Mayu Watanabe - AKB48 Team B / NGT48: Yuki Kashiwagi - AKB48 Team 4: Komiyama Haruka, Juri Takahashi - SKE48 Team S / AKB48 Team K: Jurina Matsui - NMB48 Team N / AKB48 Team K: Sayaka Yamamoto - HKT48 Team H: Rino Sashihara - HKT48 Team KIV / AKB48 Team A: Sakura Miyawaki - NGT48: Rie Kitahara - SNH48 Team SII / SKE48 Team S: Sae Miyazawa |

| „Nanka, chotto, kyū ni” |
| --- |
| - AKB48 Team 4: Saya Kawamoto (środek), Mako Kojima (środek), Miyabi Iino, Rina Izuta, Saho Iwatate, Rio Okawa, Miyū Omori, Ayaka Okada, Nana Okada, Saki Kitazawa, Haruka Komiyama, Kiara Satō, Juri Takahashi, Miki Nishino, Rena Nozawa, Yuiri Murayama - SKE48 Team S / AKB48 Team 4: Ryōha Kitagawa - NMB48 Team BII / AKB48 Team 4: Nagisa Shibuya - HKT48 Team KIV / AKB48 Team 4: Mio Tomonaga |

| „Sakki made wa Ice Tea” |
| --- |
| - AKB48 Team B: Gotō Moe, Seina Fukuoka - AKB48 Team 4: Haruka Komiyama (środek) - AKB48 Team 8 / AKB48 Team B: Nagisa Sakaguchi - SKE48 Kenkyūsei: Yuna Obata, Rara Gotō - NMB48 Team M: Azusa Uemura - NMB48 Team BII: Shū Yabushita (środek) - HKT48 Kenkyūsei: Misaki Aramaki, Maria Imamura - NGT48: Tsugumi Oguma, Moeka Takakura |

## Notowania
| Lista                             | Pozycja |
| --------------------------------- | ------- |
| Oricon Weekly Singles Chart       | 1       |
| Oricon Yearly Singles Chart       | 4       |
| Billboard Japan Hot 100           | 1       |
| Billboard Japan Hot Singles Sales | 1       |

## Inne wersje
- Tajska grupa BNK48, wydała własną wersję piosenki „365 nichi no kamihikōki”, pt. „365 Wan Kap Khrueangbin Kradat”, na debiutanckim singlu Aitakatta w 2017 roku.